# Loka (cosmologia)
Loka (लोक) è un termine sanscrito che significa dimora, luogo, regno, mondo, cioè uno dei piani di esistenza o livelli di manifestazione nella cosmologia induista e in quella buddista.

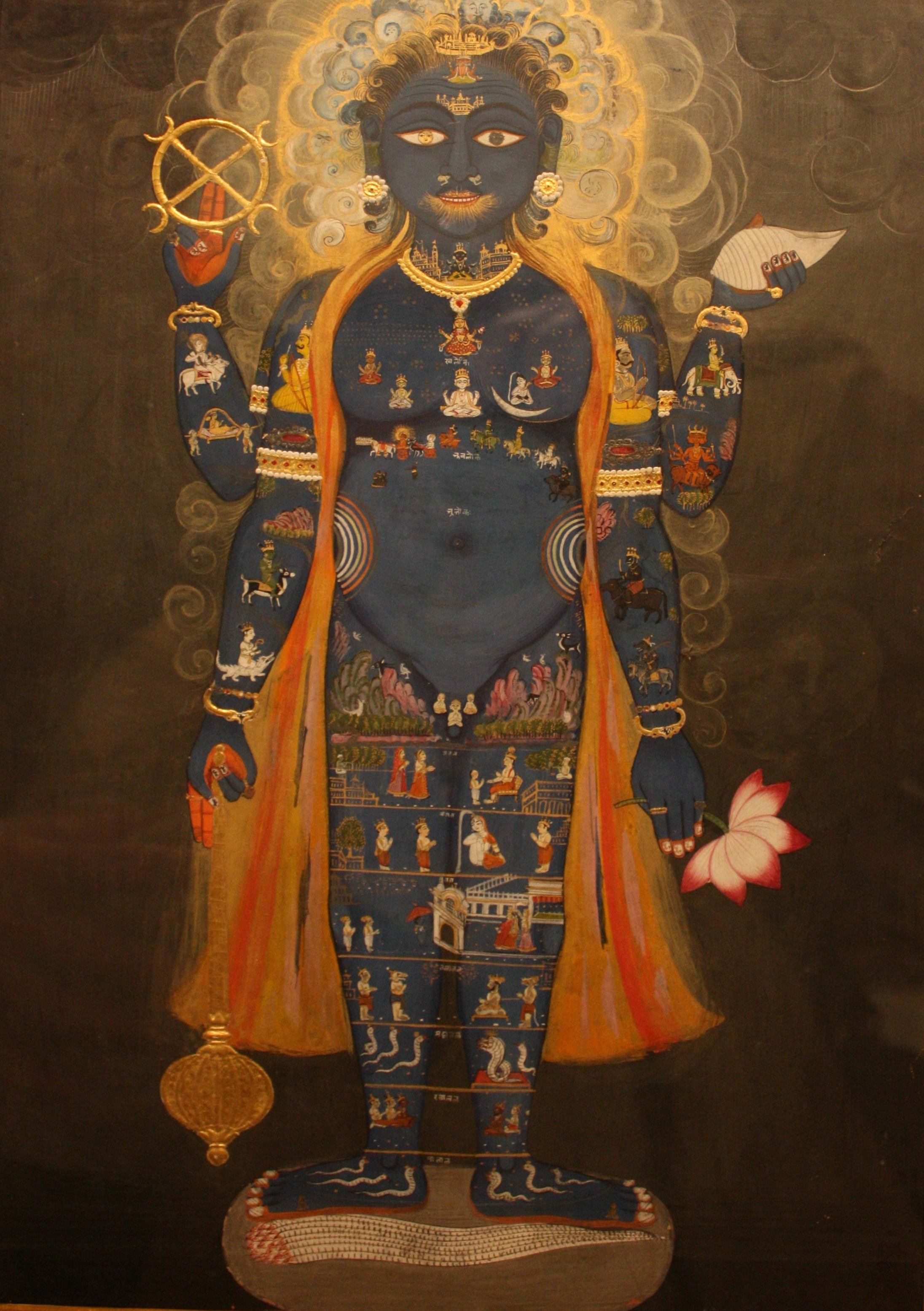
Il dio Vishnu dalla pelle blu, rappresentato come un essere macrocosmico costituito dai tre regni: il cielo dalla testa al ventre (da Satya a Bhuvar loka), la terra in corrispondenza dell'inguine (Bhu loka), e il mondo sotterraneo nelle gambe (da Atala a Patala loka).

Il loka per eccellenza, in particolare nei testi giainisti, è la sfera mondana o terrestre, abitata dagli umani, contrapposta a quella trascendente.
In ogni caso, i nomi e il numero dei loka differiscono a seconda delle fonti. I Purana ne menzionano sette, mentre in Samkhya e Vedanta ve ne sono otto, con denominazioni diverse.

## Etimologia e significato
Il termine deriva etimologicamente dal protoindoeuropeo lewk- («splendere», «vedere»), significando «un grande spazio», o «mondo manifesto», ciò che appare alla vista in quanto risplende. Ha probabilmente la stessa radice del latino locus, da cui l'italiano «luogo».
Alcuni manoscritti indù considerano la possibilità di numerosi altri universi inaccessibili agli strumenti di percezione dell'universo conosciuto, ognuno contenente a sua volta al proprio interno ulteriori innumerevoli piani e dimensioni, arrivando a menzionare milioni di universi.
Oltre che dei luoghi fisici, i vari loka rappresentano soprattutto degli stati di coscienza, attraverso i quali tutti gli uomini devono passare, e in particolare i chela, cioè i discepoli spirituali nel loro cammino verso l'adeptato. Poiché inoltre anche i loka obbediscono alla legge della polarità che permea la totalità dell'essere, ognuno di essi ha un corrispettivo duale chiamato tala.

## Induismo
Nella cosmologia induista il termine loka può riferirsi principalmente a un complesso di tre mondi (tri-loka), composti da cielo (Svarga), terra (Bhuloka) e inferno (Patala). Il livello intermedio, abitato dagli umani, è quello che consente le migliori condizioni per la moksa, la liberazione dal giogo dell'esistenza, poiché quello più basso per le sue eccessive sofferenze risulterebbe di ostacolo, mentre quello più alto con i suoi immensi piaceri non darebbe sufficienti motivazioni nel percorso dell'affrancamento.
Esiste comunque un'altra classificazione, che enumera sette loka superiori (vyahrtis) e altrettanti sette mondi inferi (chiamati tala), per un totale di quattordici.

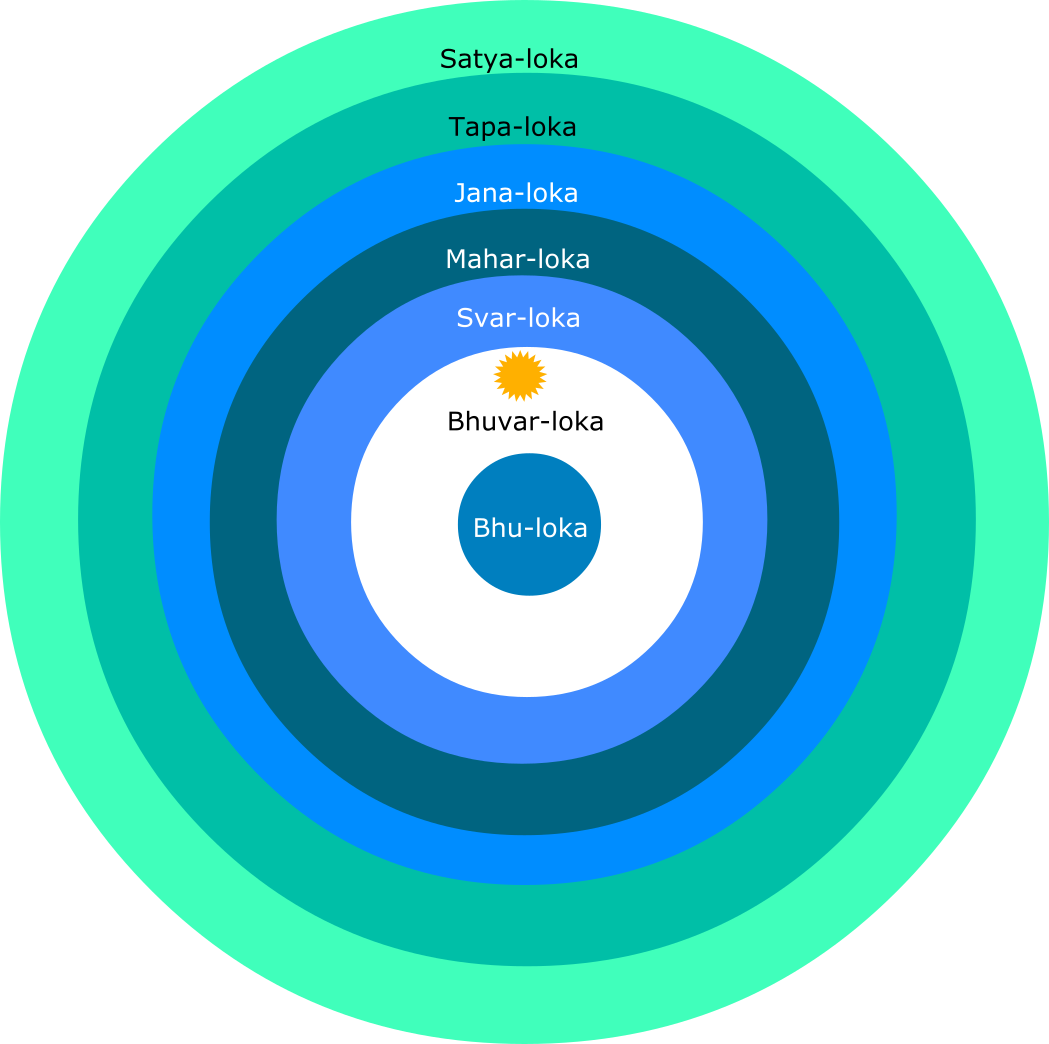
I sette loka superiori secondo i Purana.

I 7 loka superiori, secondo i Purana, sono dal più basso al più alto:
1. Bhur-loka, la terra propriamente detta, composta da sette continenti o isole (dvipa) attorno al monte Meru;
2. Bhuvar-loka, lo spazio tra la Terra e il Sole, regione dei muni e dei siddha;
3. Svar-loka, il paradiso di Indra, situato tra il Sole e la stella polare;
4. Mahar-loka, la dimora di Bhrigu, e dei santi che coesistono in Brahmā;
5. Janar-loka, la dimora dei figli di Brahma, come i Kumara;
6. Tapar-loka, dove risiedono le divinità chiamate Vairāgis;
7. Satya-loka o Brahma-loka, la dimora di Brahmā.

I primi tre vengono distrutti alla fine di ogni kalpa (giorno di Brahmā), mentre gli ultimi tre continuano per l'intero manvantara (ciclo cosmico complessivo). Il quarto non viene distrutto ma diventa inabitabile dopo che i primi tre siano stati distrutti.
Gli ultimi tre infine vengono distrutti solo alla fine dell'intera vita di Brahmā o mahakalpa (100 anni di Brahmā).
La filosofia giainista ammette invece un loka eterno, sempre esistente, che opera secondo leggi naturali universali, senza cicli di creazione o distruzione.

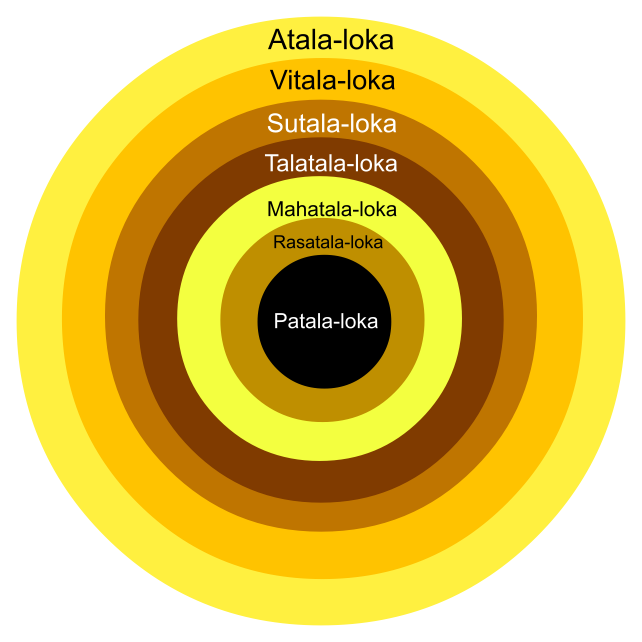
I sette loka inferiori.

Ai loka sopra elencati corrispondono 7 talas o mondi inferiori, chiamati anche «inferni», che sono dal più alto al più basso:
1. Atala (corrispettivo del Satya-loka);
2. Vitala (corrispettivo del Tapar-loka);
3. Sutala (corrispettivo del Janar-loka);
4. Rasātala (corrispettivo del Mahar-loka);
5. Talatala (corrispettivo del Svar-loka);
6. Mahātala (corrispettivo del Bhuvar-loka);
7. Pātāla (corrispettivo del Bhūr-loka).

Come rilevato da Geoffrey Barborka, ogni mondo ha in realtà un duplice aspetto, uno spirituale o coscienziale (chiamato appunto loka), e uno materiale (cioè tala), da intendere come i due lati di una stessa moneta. Le precedenti suddivisioni non dovrebbero essere quindi enumerate come 14 piani, ma solo sette; né i loka dovrebbero essere chiamati paradisi e i tala inferni: «il loka è rappresentativo dell'evoluzione dello spirito durante l'arco ascendente, mentre il tala rappresenta l'evoluzione della materia nell'arco discendente».
I loka possono anche essere considerati come il lato principale di un piano, mentre i tala di quello elementare.

### Altre suddivisioni

La pianta del complesso del tempio di Borobudur a Giava, che rispecchia il modello di universo della cosmologia buddista, con i suoi tre regni concentrici.

Nelle scuole di pensiero Sānkhya e Vedānta, vi sono otto loka, i cui nomi corrispondono agli esseri che vi risiedono: {\displaystyle 1.} Brahma-loka; {\displaystyle 2.} Pitri-loka; {\displaystyle 3.} Soma-loka; {\displaystyle 4.} Indra-loka; {\displaystyle 5.} Gandharva-loka; {\displaystyle 6.} Rakshasa-loka; {\displaystyle 7.} Yaksha-loka; e {\displaystyle 8.} Piśāca-loka.
Nella cosmologia buddista si suddivide invece l'universo in 31 piani di esistenza, di cui quello terrestre (sahā) è composto di trailokya, ossia di tre livelli concentrici: Arupa-Dhatu loka, Rupa-Dhatu loka, e Kama-Dhatu loka.
Quest'ultimo comprende a sua volta sei regni: il mondo dei Deva, degli Asura, degli umani, degli animali, dei Preta e infine il Naraka.

## Teosofia
La letteratura teosofica adotta generalmente la classificazione puranica in sette piani o dimensioni della realtà. Le Lettere dei Mahatma ad A.P. Sinnett, tuttavia, identificano principalmente tre loka: 
- Kāma-loka, o il mondo dei desideri,
- Rūpa-loka, il mondo della forma, e
- Arūpa-loka, il mondo senza forma.

Kāma-loka è la dimensione in cui si reca il corpo astrale del defunto poco dopo la morte fisica. Il Rupa-loka e l'Arūpa-loka corrispondono invece al Devachan. Le lettere fanno menzione anche del Deva-loka, ossia la dimora dei vari Deva, sorta di divinità alcune delle quali sono senz'altro più avanzate degli umani, mentre altre tuttavia possono essergli inferiori.
I Brahmā-loka e i Pitri-loka sono le dimore dove si trovano rispettivamente i «creatori» e gli «antenati» dell'umanità. Tutti questi, incluso il Deva-loka, andrebbero considerati come stati di coscienza piuttosto che «mondi» fisici o ultraterreni.